# Estação Ferroviária de Catete
Catete é uma interface ferroviária do Caminho de Ferro de Luanda que serve o município de Catete, em Angola.

## Serviços
A interface é o terminal do serviço suburbano. É também usada pelos serviços de longo e médio curso.